# Høylandet
Høylandet là một đô thị ở hạt Trøndelag, Na Uy. Đô thị này thuộc vùng Namdalen. Trung tâm hành chính của đô thị này là làng Høylandet. Høylandet đã được tách khỏi Grong vào ngày 1 tháng 1 năm 1901.
Huy hiệu của đô thị này được sử dụng từ năm 1990 với hình một con thiên nga Whooper (Cygnus cygnus) trên nền xanh lá cây.